# Компанейский хребет
Компанейский хребет — горный хребет в северной части острова Уруп, входящем в состав островов южной группы Большой гряды Курильских островов.
Положение хребта в северной части острова Уруп, является продолжением хребта Шокальского, протягивается узкой эрозионной полоской до горы Десантной.
В осевой части хребта Компанейский размещаются гора Гора Константин, гора Брусничная, гора Десантная. Самой высокой точкой хребта является одноименная гора Десантная, высота которой составляет 867 метров над уровнем моря.
Пики и вершины хребта, предположительно, являются центрами излияний. К сегодняшнему дню никаких явных признаков центров излияний уже не сохранилось.